# Pseudophyx
Pseudophyx là một chi bướm đêm thuộc họ Erebidae.